# Забарівка (кладовище)
«Забарівка» — кладовище в Чернігові, знаходиться в межах села Новий Білоус.
Відповідальним за кладовище є ДП «Чернігівський лісгосп».

## Поховані
- Геращенко Микола Миколайович, позивний Гера (1981—2023) — український військовик, доброволець. Загинув на Російсько-українській війні. Нагороджений орденом «За мужність» III ступеню (посмертно).
- Піун Денис Олександрович (1987—2022) — український військовик, сержант Збройних сил України, учасник російсько-української війни. Кавалер ордена «За мужність» III ступеня (2023, посмертно).